# Barro humano
Barro Humano es una película de drama brasileño de 1929 dirigido y supervisado por Adhemar Gonzaga. Fue protagonizado por Gracia Morena, Lelita Rosa, Carlos Modesto e Eva Schnoor. La actriz luso-brasileña Carmen Miranda actuó como figurante en una de las escenas.

## Elenco
- Eva Schnoor ... Eva
- Carlos Modesto ... Adão
- Gracia Morena ... Serpente
- Lelita Rosa ... Maçã
- Luiza Valle ... Dona Chincha
- Oli Mar ... Deus
- Lia Renée ... Lia amiga da serpente